# فیلیپینی‌ها

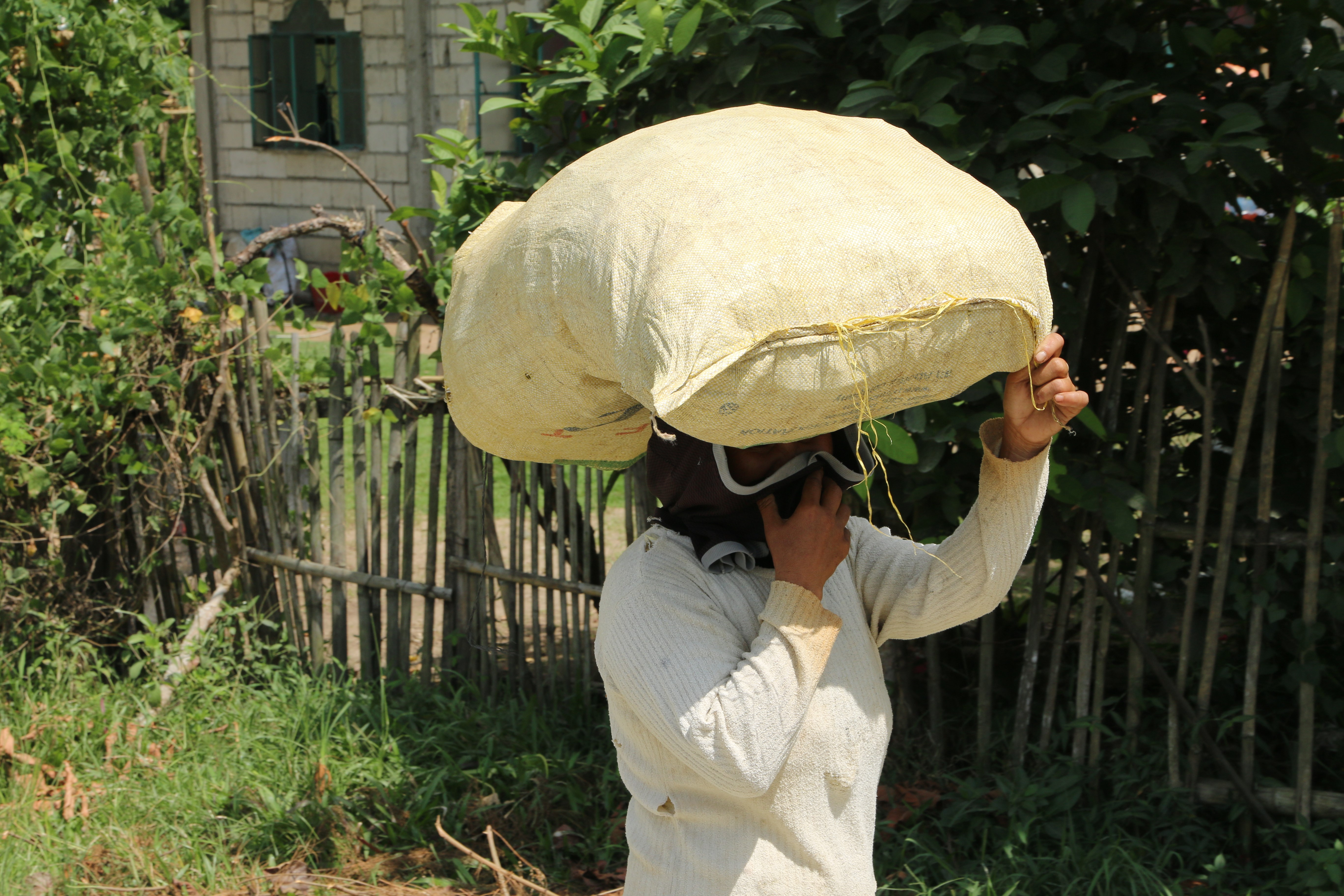
یک زن بومی فلیپینی

فیلیپینی‌ها یک گروه قومیتی بومی جزایر فیلیپین هستند. جمعیت فیلیپین در سال ۲۰۱۰ بیش از ۹۲ میلیون نفر بوده‌است و حدود ۱۰ تا ۱۲ میلیون فیلیپینی نیز در خارج از این کشور زندگی می‌کنند. آمریکا با بیش از ۳ میلیون و عربستان با بیش از یک میلیون بیشترین جمعیت فیلیپینی‌های مهاجر را در خود جای داده‌اند.
مردم فیلیپین به حدود ۱۸۰ زبان مختلف تکلم می‌کنند که بیشتر آنها به خانواده زبانی آسترونزیایی تعلق دارند و در بین آنها تاگالوگ و سینوگبانونی بیشتر از بقیه گویشور دارند. فیلیپینی و انگلیسی دو زبان رسمی فیلیپین هستند و بیشتر فیلیپینی‌ها دوزبانه یا سه‌زبانه هستند.
فیلیپین بیش از سه قرن مستعمره اسپانیا بود و در نتیجه فرهنگ فیلیپینی‌ها تا حدی اسپانیولیزه شده‌است. اکثر فیلپینی‌ها در این دوران به مسیحیت کاتولیک گرویدند اما اینکه اسپانیایی‌های مهاجر تا چه میزان با فیلیپنی‌ها مخلوط شده‌اند چندان مشخص نیست چون در سرشماری‌های این کشور هیچگاه در مورد تعلق نژادی پرسشی نشده‌است.